# Chad (bisschop)

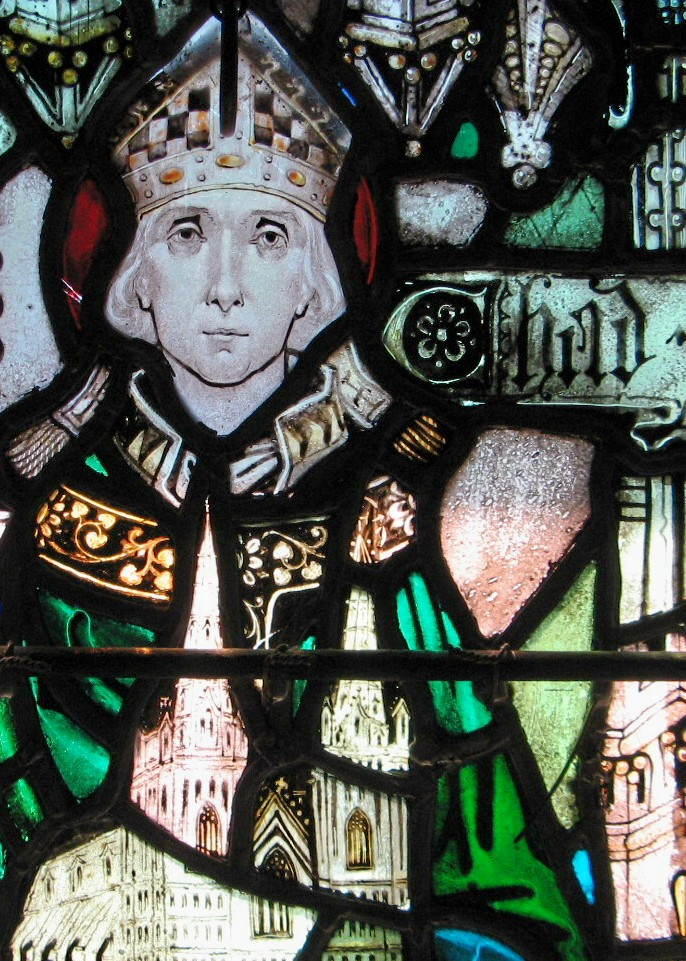
Afbeelding van Chad in een gebrandschilderd raam in de Holy Cross Monastery, West Park, New York

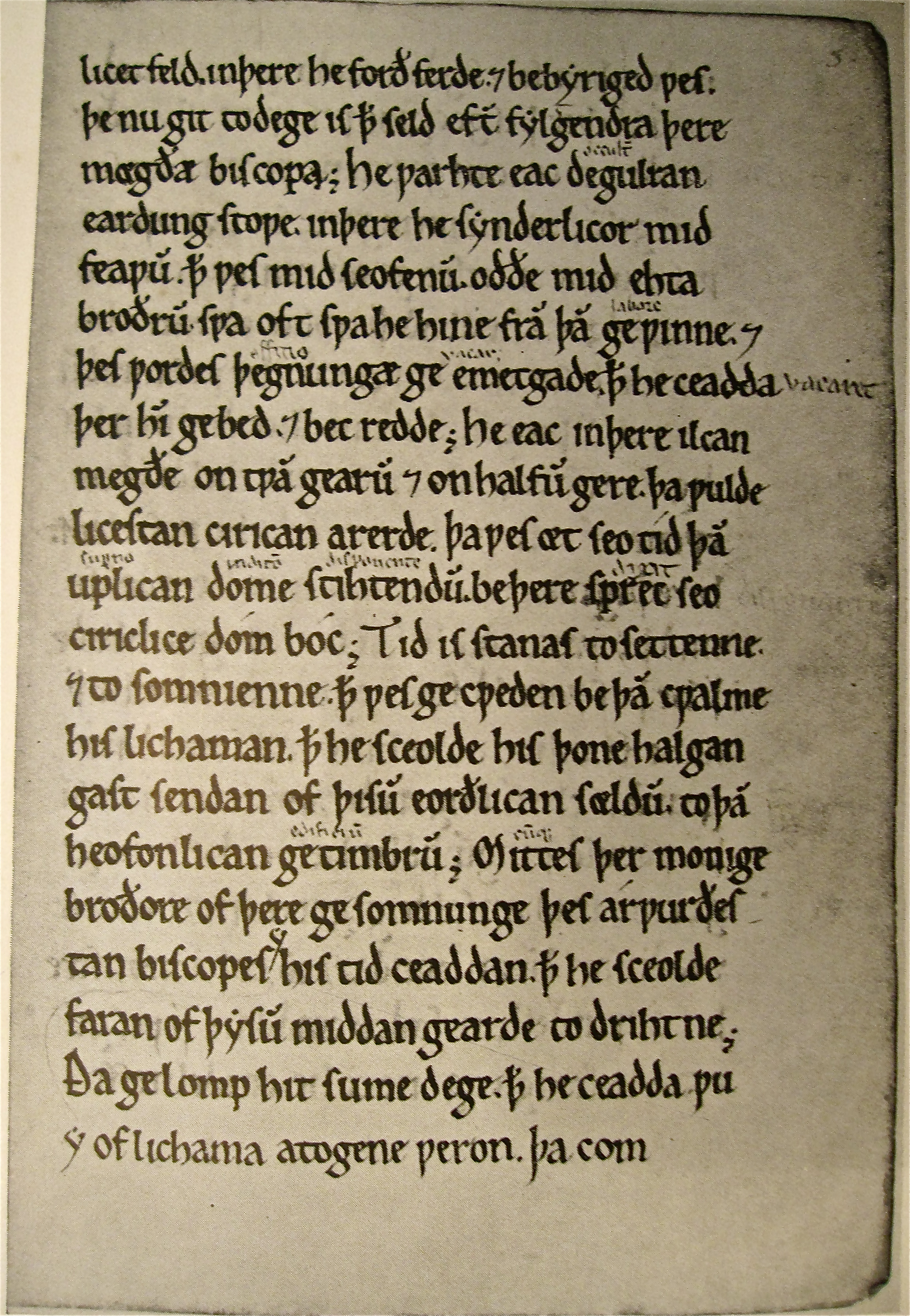
The old homily on the life of St. Chad in het Oudengels. Hatton MS 116, voorheen Junius 24 (26 x 19 cm). Auteur: "Tremulous hand", Worcester omstreeks 1200. Bodleian Library, Oxford. (Manuscript geschonken door H. Wanley, 1705.)

Chad (Oudengels Ceadda) was een 7e-eeuws Engels kerkelijk leider. Hij werd geboren omstreeks 620-630 en overleed op 2 maart 672. Chad was abt van verschillende kloosters en de derde bisschop van Mercia, van 669 tot 672. Hij is bekend als bekeerder van de Angelsaksen net zoals zijn eveneens heilige broers Cedd, Cynibil en Caelin. Zij zijn alle vier heiligen van de Anglicaanse, Rooms Katholieke, en Oosters Orthodoxe kerk.
Volgens de Romeinse kalender is Chad een vrije gedachtenis; dat wil zeggen dat het een heilige is waaraan niet bijzonder veel aandacht hoeft te worden besteed binnen de kerk. Zijn naamdag is op 2 maart.

## Leven
Volgens Beda werd Chad geboren in het koninkrijk Northumbria en opgegroeid op het eiland Lindisfarne bij het klooster, dat gesticht was door de Ierse monnik Aiden van Lindisfarne. Chad ontving een opleiding in onder meer Ierland en volgde zijn broer Cedd op, die gestorven was aan de pest, als abt van het klooster van Lastingham, North Yorkshire. Behalve Cedd werden veel andere geestelijken, slachtoffers van de epidemie, ook bisschoppen zoals de aartsbisschop van Canterbury. Het klooster van Lastingham werd gesticht door koning Æthelwald van Deira omdat hij er begraven wilde worden. Chad bleef abt tot zijn dood.
Vaak wordt Chad als aartsbisschop van York aangeduid, maar de plaatsnaam York bestond nog niet ten tijde van het leven van Chad. Men bedoelde hiermee de oude Angelsaksische bisschoppen uit deze streek. De eerste echte aartsbisschop van York werd pas omstreeks 735 ingewijd.
Toen Tuda stierf, de bisschop van York, was Wilfrid de eerste keus om hem op te volgen. Toen deze echter na zijn inwijding in het toenmalige Frankische Rijk niet terugkeerde deed Oswiu, de koning van het koninkrijk Northumbria een beroep op Chad om bisschop van York te worden. Deze aanvaardde de functie. Toen Wilfrid echter in 666 terugkeerde eiste hij het bisdom van York terug. Na interventie van Theodorus, de aartsbisschop van Canterbury, werd Wilfrid in 669 bisschop van York en Chad bisschop van Mercia.

## Verering en relikwieën
In 669 verplaatste Chad zijn bisschopstroon naar Lichfield, mogelijk omdat dit al een heilige plaats was. Volgens Beda werd Chad direct na zijn dood heilig verklaard. De eerste kathedraal van Lichfield stamt uit 700 toen bisschop Hedda een nieuwe kerk liet bouwen om de stoffelijke resten van Chad te huisvesten. Zijn graf was namelijk sinds zijn dood in 672 het doel van vele pelgrimages.
Op deze plaats staat tegenwoordig de kathedrale kerk van de heilige Maria en Chad. In deze kathedraal worden de Lichfield-evangeliën bewaard, ook wel bekend als de Chad-evangeliën. In latere tijden zijn de stoffelijke resten van Chad verspreid geraakt en zijn schedel is weggeraakt ten tijde van de reformatie. De Rooms-katholieke kathedraal van Birmingham beschikt nog over acht botten van Chad.

### Vernoemingen
Behalve de  rooms-katholieke Sint-Chadkathedraal van Birmingham zijn er ook heel wat anglicaanse parochiekerken in Engeland naar Chad vernoemd, waaronder in Rochdale, Poulton-le-Fylde, Farndon en Haggerston. Op Newfoundland (Canada) is het dorp St. Chads naar hem vernoemd.

## Bronnen en afbeeldingen.

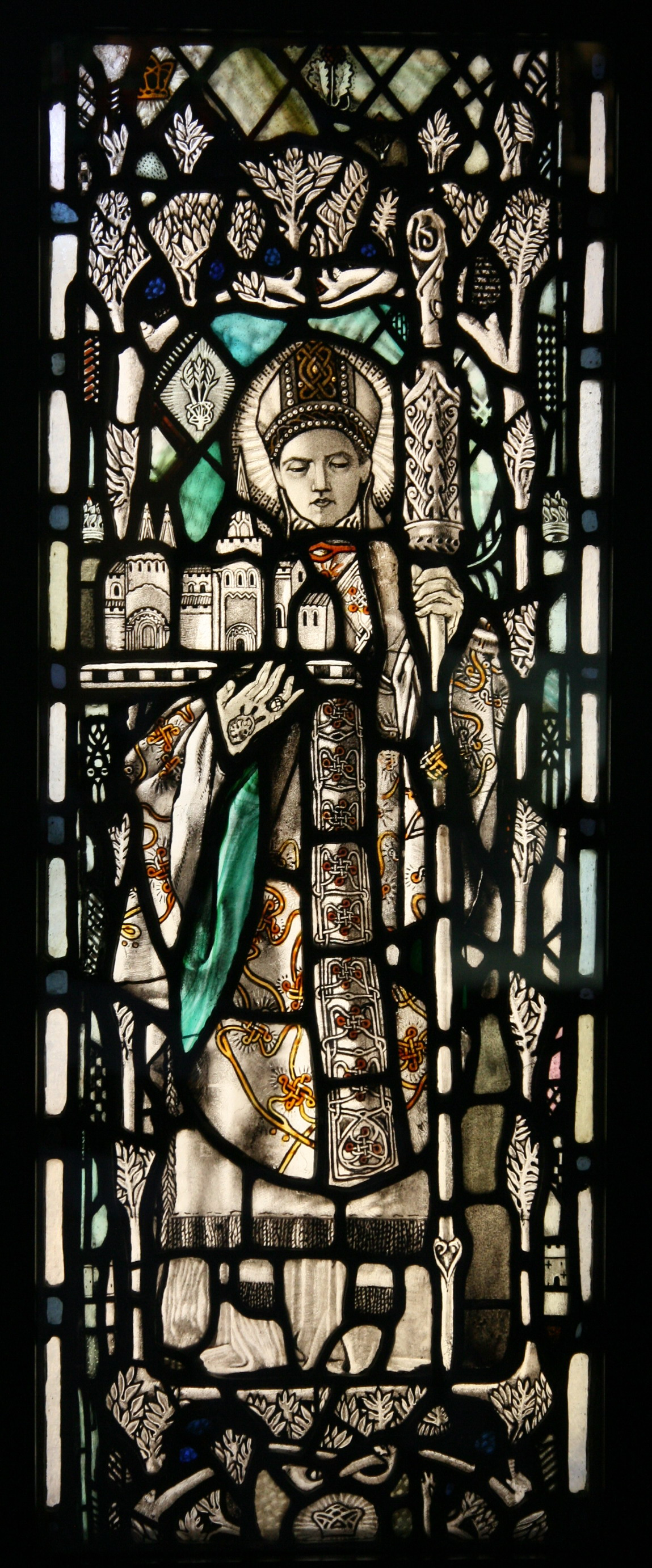
St. Chad, vervaardigd door Christopher Whall. Tentoongesteld in het Victoria and Albert Museum te Londen
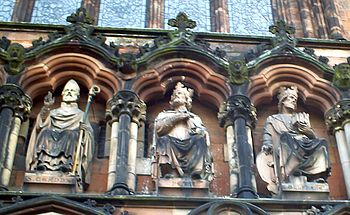
St. Chad, Peada en Wulfhere. Negentiende-eeuws beeldhouwwerk boven de westelijke ingang van de kathedraal van Lichfield
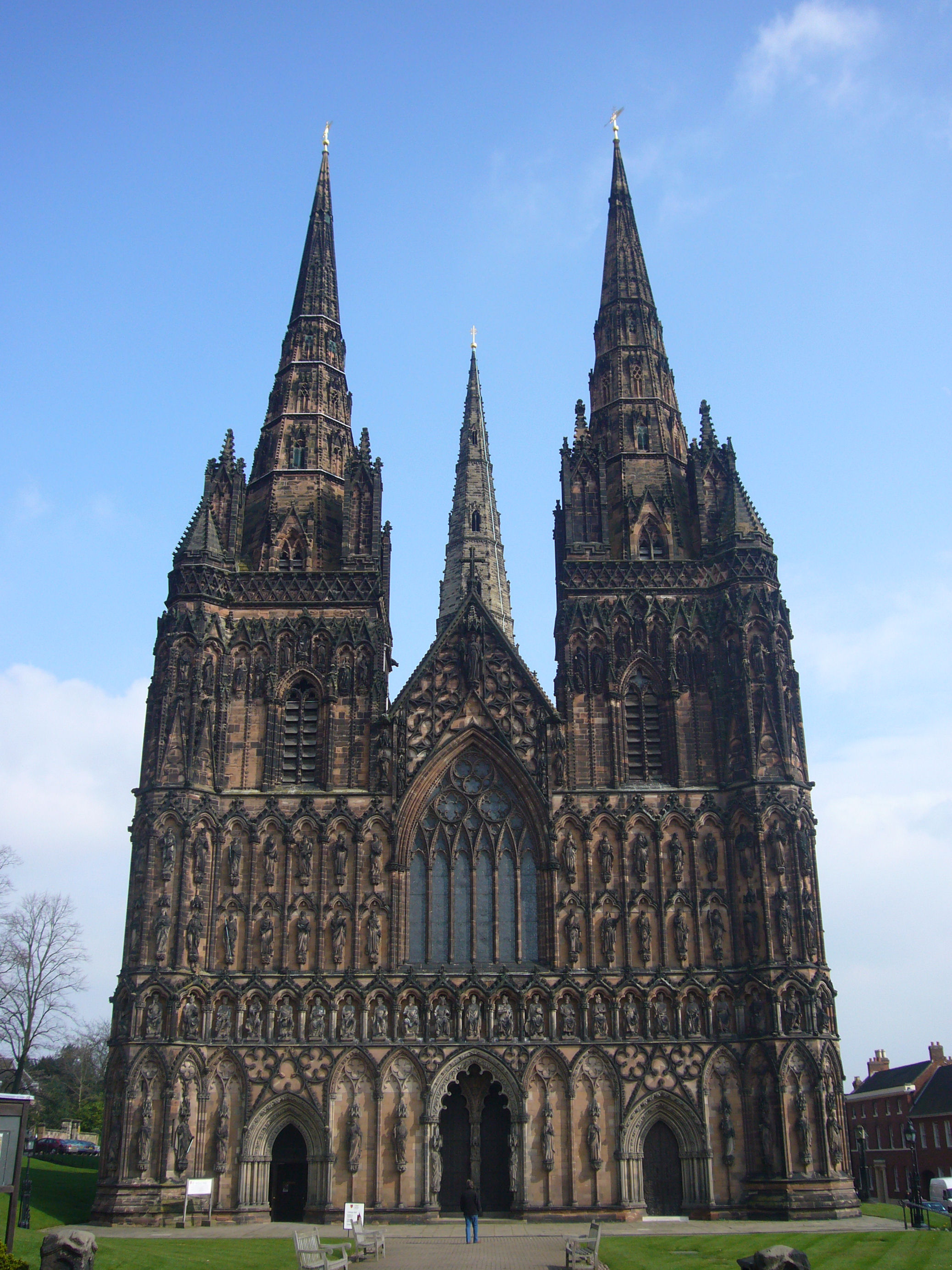
Kathedraal van Lichfield